# Mukesh Ambani
Mukesh Ambani (Aden, 19 aprile 1957) è un imprenditore indiano, presidente, amministratore delegato e maggiore azionista di Reliance Industries Limited (RIL), detto anche "Re del ferro", un gruppo che opera principalmente nella raffinazione e nella petrolchimica. Fa parte di Fortune Global 500 ed è uno dei principali dell'India per valore di mercato.
Al 23 luglio 2023, secondo Forbes è uno degli uomini più ricchi del mondo con un patrimonio di 90,9 miliardi di dollari. Per questo motivo entra spesso in classifiche di plutocrati: nel 2016 l'elenco delle riviste di Forbes lo pone al 38º posto tra i più ricchi del mondo; negli ultimi dieci anni ha costantemente ottenuto il titolo di persona più ricca dell'India; Financial Times lo ha inserito nella classifica World's Most Respected Business Leaders (la classifica degli uomini d'affari più rispettati nel mondo) lo mette alla quarantaduesima posizione; il giornale India Today lo ha nominato l'uomo più potente del paese per due anni consecutivi, nel 2003 e nel 2004.

## Biografia
Mukesh nasce ad Aden, nello Yemen, e cresce a Mumbai, in India. Figlio maggiore di Dhirubhai Ambani, fondatore del gruppo Reliance Commercial Corporation che in seguito ha cambiato nome nell'attuale Reliance Industries Limited, si laurea in ingegneria chimica presso l'Institute of Chemical Technology di Mumbai nei primi anni '70, in seguito va negli Stati Uniti, alla Stanford University, ma lascia gli studi a metà per tornare nel 1980 in India ad aiutare il padre negli affari di famiglia, ancora una piccola realtà ma in rapida crescita, spaziando dal tessile alla raffinazione del petrolio. All'inizio si occupa del settore delle fibre tessili, in seguito passa a quello petrolchimico, collaborando allo studio e alla realizzazione di nuove tecniche e procedimenti.
Nel 2002, alla morte del padre, eredita le sue sostanze insieme al fratello minore Anil. I due dirigono insieme il gruppo per alcuni anni, nonostante siano spesso in disaccordo su molti argomenti. Nel 2006 i due fratelli Ambani decidono di separare le loro carriere dividendo il gruppo: Mukesh prende il settore petrolifero, chimico e petrolchimico lasciando al fratello le telecomunicazioni e gli investimenti di vario genere.
Negli anni l'azienda si espande per fornire prodotti e servizi arrivando a possedere la catena di negozi più vasta del paese e una società di telecomunicazioni, la "Jio" (rete 4G a livello nazionale con banda larga in fibra) che in poco tempo ha raggiunto milioni di clienti grazie alle tariffe stracciate, entrando con forza nell'e-commerce e affiancando così la vendita digitale ai negozi. Una sfida ai colossi del commercio elettronico, da Amazon a Walmart sino ad Alibaba, tutti impegnati con massicci investimenti in India dove la rivoluzione digitale dei consumi è appena all'inizio.
Nel dicembre 2018 la figlia di Mukesh, Isha Ambani, si è sposata a Mumbai con Arnard Piramal, erede di un patrimonio immobiliare e impresa farmaceutica. Per le nozze il padre ha scritturato per un'esibizione Beyoncé. Il fidanzamento era stato annunciato un paio di mesi prima sul lago di Como, in quell'occasione si era esibito John Legend.
Nel marzo 2019 Mukesh è intervenuto a favore del fratello Anil che, perso il gruzzolo ereditato dal padre, era indebitato per un'ottantina di milioni di dollari con il gruppo svedese Ericsson e rischiava di finire in carcere in seguito ad una sentenza della Corte Suprema indiana.
Nel maggio 2019 Ambani acquisisce con la Reliance Industries il più antico marchio di giocattoli del mondo, la londinese Hamleys fondata nel 1760 e in difficoltà economiche con il negozio principale in uno stabile di 7 piani nella celebre Regent Street e altri 167 negozi in 18 Paesi. Ambani, che già gestiva in India 88 di questi negozi, l'ha acquisito (la cifra non è stata resa nota) da un gruppo cinese che a sua volta l'aveva rilevato nel 2015 dagli eredi della famiglia fondatrice.

## Sport
È proprietario della squadra dei Mumbai Indians, squadra di cricket Twenty20 che milita nella Indian Premier League.

## Vita privata
Mukesh è sposato con Nita Ambani. Tre i figli: Akash, Isha e Anant.
La sua abitazione a Mumbai (chiamata "Antilla" ma soprannominata Dream House o Mansion in the Air) è la più costosa residenza privata al mondo, testa a testa con Buckingham Palace, valore 2 miliardi di dollari: è una struttura di 27 piani (173 metri d'altezza) realizzata in acciaio vetro, con appartamenti, piscine, cinema, piste da ballo e tre eliporti disposti su tre livelli. All'interno lavorano circa 600 persone a tempo pieno..